# Circuit Mugello
Circuit Mugello (Autodromo Internazionale del Mugello) is een racecircuit in Scarperia e San Piero, Italië. Het ligt vlak bij de stad Florence. Het circuit is 5,245 kilometer lang, heeft 14 bochten en één lang recht stuk.

## Gebruik
Het circuit wordt gebruikt door een aantal motorraceklassen, waaronder de MotoGP. Ook is het circuit het vaste testcircuit van Ferrari, die het circuit kocht in 1974 toen het werd geopend in de huidige lay-out. Al in 1914 bestond er in race-route met een lengte van 38 mijl, maar het huidige circuit werd in juli 1974 opgeleverd.
Op 13 september 2020 werd het circuit voor het eerst gebruikt voor de Formule 1.